# یوهان فریدریش گملین
یوهان فریدریش گملین (انگلیسی: Johann Friedrich Gmelin؛ زاده ۸ اوت ۱۷۴۸ درگذشته ۱ نوامبر ۱۸۰۴) یک حشره‌شناس، گیاه‌شناس و خزنده‌شناس اهل آلمان بود.